# Skevikarna
Skevikarna, Främlingarna eller Främlingarna på Skevik ledda av Erickssönerna var en grupp religiösa separatister, uppkommet i Sverige (med Finland) på 1720-talet. Stiftare var två före detta militärer från Kelviå socken nära dåvarande Gamlakarleby i Österbotten, kornetten Jacob Ericksson (1689–1737), och hans bror, sergeanten Erick Ericksson (1695–1761). Deras far var kyrkoherden i Kelviå, Erik Essevius.
Orsaken till den radikala pietistiska sektens uppkomst var att bröderna var fientligt inställda mot den bestående kyrkliga ordningen, eftersom de ville sätta verklig hjärtefromhet framför kyrklig ortodoxi.
Efter år 1800 drabbades rörelsen (åter) av inre stridigheter och problem, efter att genom en större donation 1771 ha blivit en förmögen rörelse. Samfundet upplöstes slutgiltigt år 1832, efter att de sista decennierna ha minskat betydligt i medlemsantal.

## Tiden i Finland (ca 1720–1733)

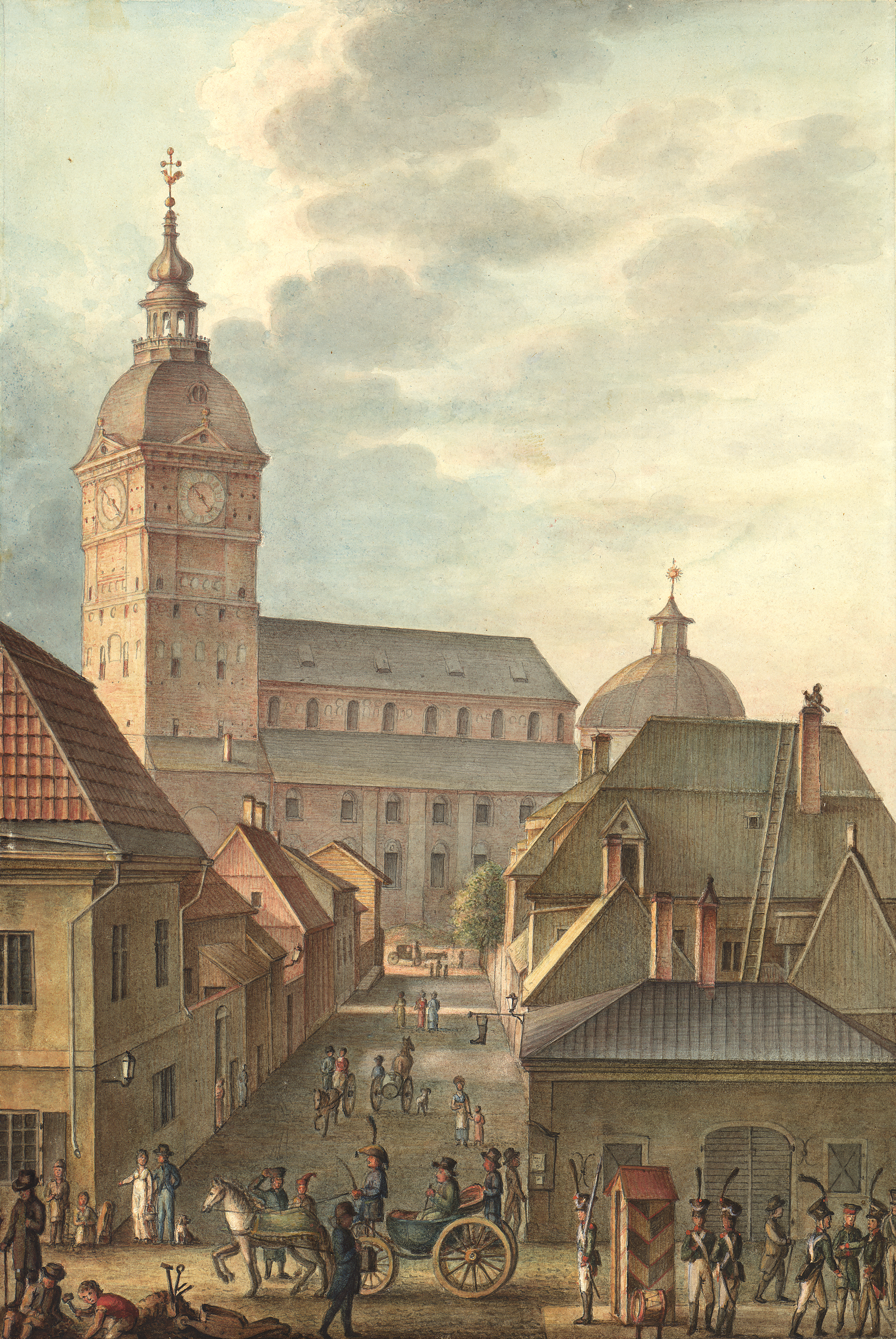
Åbo Gamla Domkyrka 1814

### Bröderna Erikssons lärouppfattningar
Var och när bröderna Eriksson båda fått sin första väckelse, är inte känt. Men så mycket är klart, att vissa skrifter av den bekante pietistiske mystikern Gottfried Arnold redan i början av 1720-talet fallit i deras händer. Dessutom tycks de flitigt ha läst engelsmannen John Pordages arbeten, som innehöll en närmare utveckling av den store religionsfilosofen Jakob Böhmes läror. Erikssönerna uteblev från gudstjänsten och nattvarden, och snart kom de i delo med domkapitlet och hovrätten i Åbo.
Gudstjänsten med tillhörande ceremonier var, menade de, inte överensstämmande med apostlarnas och de första kristnas gudstjänst och därför förkastlig. Likaledes ogillades barndopet, exorcismen, skriftermålet och det vanliga sättet att utdela nattvarden. Dop och nattvard hade, enligt Erikssönernas påstående, blivit helt förändrade av antikrist, och då något löfte om deras återupprättande inte givits av Kristus, så vore det tillräckligt att bara uppehålla dessa instiftelsers andliga mening, medan deras yttre bruk under rådande förhållanden borde undvikas.
All utlärande förkastades: det skulle inte vara bundet vid vissa personer, och några särskilda studier i skolor och akademier var inte nödvändiga, utan var och en, som upplevde omedelbar kallelse och upplysning av Gud, borde ha rätt att lära och predika. Sabbatsfirande, såsom inskränkt till en viss dag, ansågs strida mot den kristliga friheten. De rätta Guds barn behövde ingen bestämd vilodag, eftersom arbetet i den jordiska kallelsen berörde dem föga, då de som Andens stridsmän inte skulle befatta sig med näringshandel. Bönen ansågs kraftigast utan ord; denna rent invärtes bön var den egentliga; allt vad med ord kan bedjas, är infattat i Fader vår.
Om Guds väsen och natur hade Erikssönerna åsikter som påminner om Jakob Böhmes lärosätt. Likaså delade de hans åsikt om Adam, att han från början var man och kvinna i en person. Likväl hade människosläktets fortplantning kunnat ske genom Adam på ett mycket fullkomligare sätt, än vad som sedan blev förhållandet. Men då han fick lust till skapelsen, beslöt Gud, till förekommande av hans fullständiga förtappelse, att fördela honom i man och kvinna samt ge honom Eva till hjälp.
Då syndafallet alltså bestod i Adams åtrå efter en jordisk kvinna, så betraktades i allmänhet den äktenskapliga (det vill säga den sexuella) föreningen som något syndigt eller åtminstone skadligt, särskilt som de människor, vilka var på väg till fullkomligheten, genom äktenskapligt umgänge förlorade den paradisiska kropp, som de genom nya födelsen börjat antaga. Äktenskap borde därför helst undvikas, och där det var ingånget, borde man åtminstone avhålla sig från allt sexuellt umgänge med varandra.
Erikssönerna framhöll huvudsakligen Kristus i oss och ville inte skilja på rättfärdiggörelse och helgelse. De trodde också, att man redan här nere kunde uppnå en syndfri fullkomlighet, och hyste kiliastiska förhoppningar. Åtminstone ansåg de att vissa hade den förmånen framför andra Guds barn, att de redan här i livet skulle "få komma till arvedelen och bli pelare uti Guds tempel i det nya Jerusalem".

### Åtal för separatism och villoläror
Redan 1726 inleddes i Åbo en rättegång mot bröderna Eriksson, men de lyckades dra ut målets behandling i 7 år, så att Åbo hovrätts utslag inte avkunnades förrän den 4 maj 1733. För uteblivande från nattvarden dömdes de till landsförvisning. Domen underställdes dock först Kunglig Majestäts prövning, tillika med några hovrättsledamöters förslag att genom prästerna i Stockholm låta undersöka, om de sakfällda inte inom viss förelagd tid kunde förmås ändra sina irrläror.

## Andlig verksamhet i Stockholm

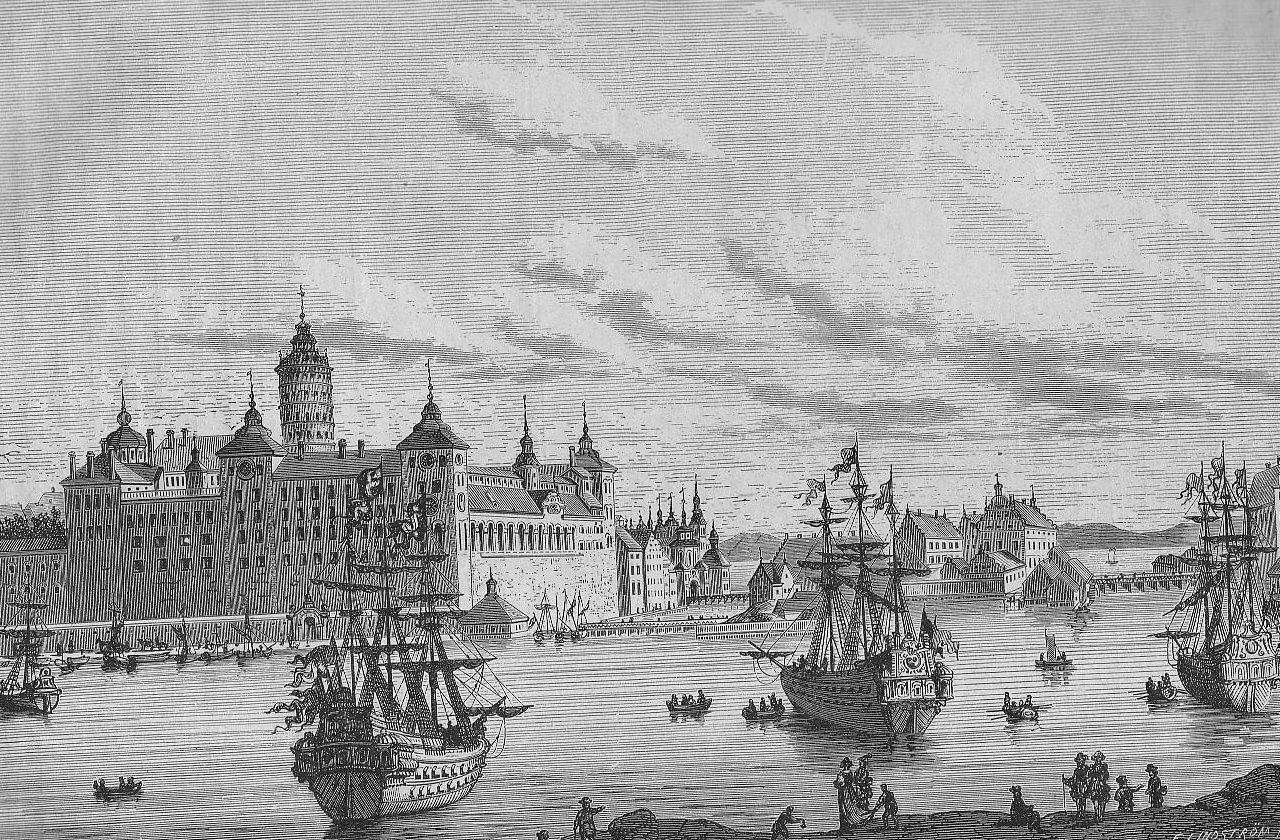
Stockholm under 1600-talet

I väntan på avgörandet från Kunglig Majestät begav sig bröderna Eriksson, fortfarande fria att vistas i de båda länderna, till Stockholm. Här umgicks de flitigt med Johann Konrad Dippels anhängare (radikalpietisterna). Visserligen avvek de i vissa punkter från Dippel och hade mindre goda tankar om hans person. Men å andra sidan hade de så mycket gemensamt med radikalpietisterna, att samverkan med dem inte bara var möjlig, utan också faktiskt inleddes. De vann betydligt inflytande i pietistiska kretsar, hos vilka de befrämjade de radikala och kyrkofientliga tendenser, som dessa redan förut hade.
De vann också många av dem för planen att utvandra, och ingav i förtid till Kunglig Majestät en begäran om respass och tillåtelse att bege sig utrikes. Innan denna begäran togs i övervägande, fick stadskonsistorium befallning att genom några skickliga prästmän undervisa och, om möjligt, återföra de förvillade till kyrkans lära. Så skedde också, men utan resultat. Erikssönerna utspred till och med en skrift, där de lät påskina att de segerrikt tillbakavisat prästernas argument.
Nu tillstyrkte konsistoriet deras begäran att få lämna landet. Beslut om deras landsförvisning fattades den 21 juni 1734, och den 19 juli samma år anträddes avresan från Stockholm.

## Landsflykten 1734–1745

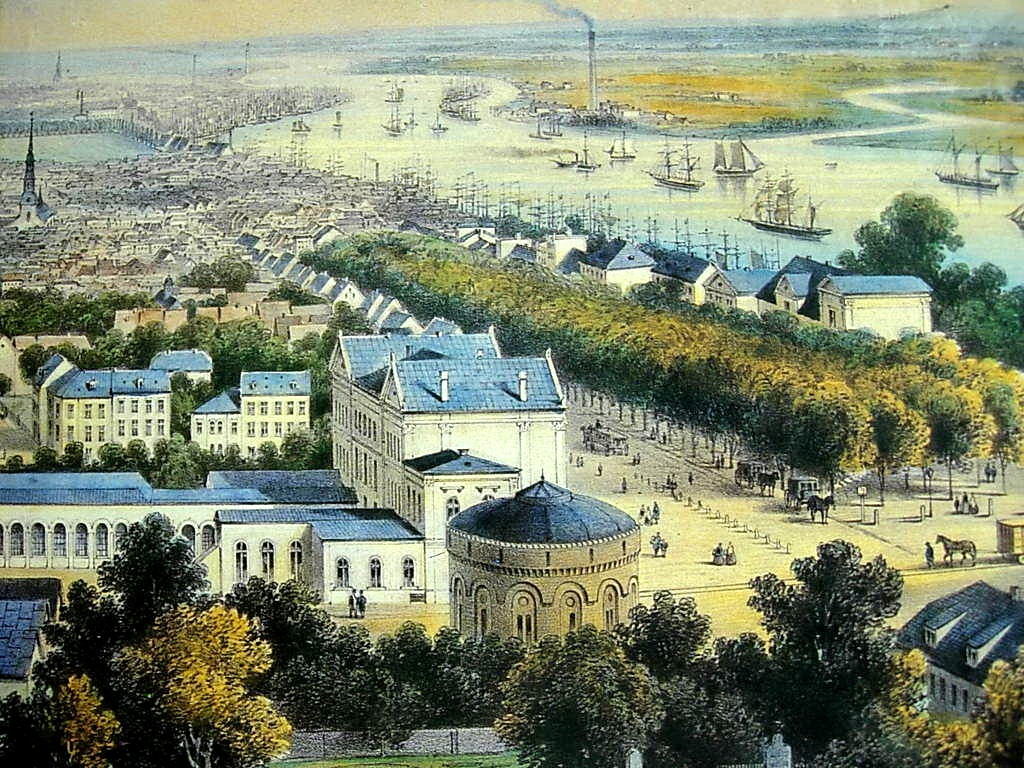
Utsikt över Altona 1850

Åtskilliga likatänkande hade valt att frivilligt följa dem i landsflykten, och bröderna blev nu ledare för ett esoteriskt samfund på 90 medlemmar, närmast jämförligt med den "filadelfiska societeten" omkring Pordages lärjunginna Jane Leade på 1690-talet. 
Sällskapet, som när det lämnade Stockholm uppgick till 61 personer, begav sig först till Köpenhamn, där de förenade sig med ett 30-tal trosfränder från Finland och Sverige. Ett skepp inköptes, och från Köpenhamn började samfundet en elvaårig lidandefylld irrfärd från land till land, utan att, till följd av den religiösa intoleransen, någonstans kunna finna en varaktig fristad.
Man försökte bosätta sig på många platser, i Danmark (Friedrichstadt, Altona), Tyskland (Neuwied, Danzig, Königsberg), och Holland, men bortjagades från ort till ort.
Under denna resa utsattes de för prövningar. I en hamn blev de beskjutna från land, i en annan vägrades en kvinna i födslovärkar gå iland och uppsöka läkare. Två gånger vinddrevs de till Sydnorge när de försökte runda Jyllands nordspets. Om vintern var det så kallt på skeppet, att de äldre tvingades gräva och bo i jordhålor vid en obevakad kust, medan skeppet låg utanför.
Senare kunde emigranterna uppehålla sig en tid i Altona i dåvarande Danmark (nuvarande Tyskland). Här dog Jakob Eriksson den 18 september 1737. Han begravdes på Mennoniternas kyrkogård i Hamburg. 
Sällskapets ledare blev nu dennes yngre broder, sergeanten Erik Eriksson.
Utom åtskilliga yttre prövningar hade man också inom sitt eget samfund mycket split och oro, men den nyss nämnde ledaren lyckades dock behärska rörelsen och sammanhålla flertalet av emigranterna. I Altona sökte Lars Segerholm, en annan landsflyktig pietist, dra några av Erikssons sällskap över till sitt parti, men den sistnämnde stod honom kraftigt emot och varnade ivrigt för anslutning till en man, som påstods leva i konkubinat med en kvinna från Sverige. (Pietisterna godkände ju inte prästvigslar, så detta var antagligen inte så illa som det verkade.)
Lika skarpt uppträdde Eriksson mot den i Amsterdam bosatte Erik Molin, som han betecknade som en högfärdig och egenkär människa. Den bekante Sven Rosén hade en tid stått i nära beröring med det Erikssonska sällskapet. Men vid ett besök i London började han fatta tycke för herrnhutismen, varpå han avsände en skrivelse till Eriksson och tillkännagav, att han utträtt ur dennes samfund, vilket gav den senare anledning att göra hårda utfall mot Rosén och enträget varna sina vänner i Sverige för Zinzendorf som "den breda vägens och vida portens apostel", som utan Kristi efterföljelse ville inta "Guds konungarike".

## Tillbaka till Sverige (1745)
Efter 11 års kringirrande i främmande land, återvände Erik Eriksson med den lilla skara av 26 personer, som trots alla lidanden och försakelser förblivit honom trogen, till Sverige i slutet av april 1745. Landet hade nu fått något lindrigare religionslagar, vilket medgav att man under vissa restriktioner kunde återvända.
Många hade under exilen övergett samfundet – Erikssönerna förde enligt vissas mening ett despotiskt regemente – men andra, särskilt tyskar, hade i stället anslutit sig.

## Skevikstiden (1746–1832)

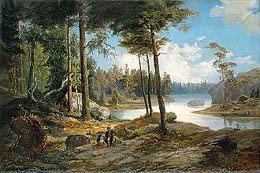
Utsikt från Värmdö (1865)

Man hyrde sig nu ett hus på Södermalm i Stockholm, men måste snart lämna detta, varpå sällskapet tills vidare upplöstes. Fram på sommaren lyckades man dock skaffa sig tillåtelse att för en tid vistas på en gård vid namn Skevik, som låg på Värmdön. I september 1746 inköptes detta ställe av köpmannen Anders Almqvist i Linköping och uppläts till stadigvarande hemvist för det Erikssonska sällskapet, varför dess medlemmar sedan vanligen kallades skevikare, eller Skevikarna.

### Gynnare bland adelsmän
Stället sköttes mestadels genom så kallade hälftenbrukare, men ekonomin tycks ha gått dåligt, så att man liksom tidigare måste anlita vänners understöd. Detta uteblev heller inte. Skevikarna hade nämligen fortfarande en stor mängd gynnare och vänner, inte bara i Sverige och Finland, utan även i Tyskland och Danmark. Särskilt en hel hop svenska adelsmän, och ibland dem speciellt flera medlemmar av familjen Gripenstjerna, omfattade med värme de av Eriksson förkunnade åsikterna, och understödde hans samfund med frikostiga gåvor.
Skevikarna erhöll också donationer från sina gamla vänner i Åbo, och utövade genom sin vidsträckta korrespondens fortfarande ett visst inflytande på de väckta i Finland.

### Egendomsgemenskap
Denna givmildhet fann Skevikarna helt naturlig och knappast värd någon tacksamhet. Enligt den kollektiva anda, som rådde inom deras krets, ansåg de sina vänners egendomar på visst sätt som sina egna, och de som ännu "förestod jordiska ägodelar" och bodde ibland världens barn, sades därför inte göra annat än sin plikt, då de försåg sina från världen avsöndrade själsfränder med vad de behövde till uppehälle.
Därför hade också sällskapet på Skevik tillräckligt av vad som behövdes till livets nödtorft, ja till och med åtskilligt därutöver. På deras bord förekom ibland ända till två slags viner jämte alla slags villebråd, som vanligen mottogs från Finland. Kaffe och te ansåg man borde undvikas. Men till exempel tobak var ingen förbjuden vara, inte heller brännvin, även om det bara skulle begagnas för medicinskt ändamål.
Med lekamligt arbete sysselsatte sig Skevikarna ganska lite, eftersom de följde grundsatsen, att när de fromma inga ägodelar begärde och inte var till besvär för någon, utan levde av frivilliga gåvor, så kunde de så mycket som möjligt bespara sig sysslandet med jordiska sysslor, särskilt som lekamlig övning ändå var till liten nytta.
Dock drev åtminstone några av dem, som förut nämnts, jordbruket på gården.

### Litterär verksamhet

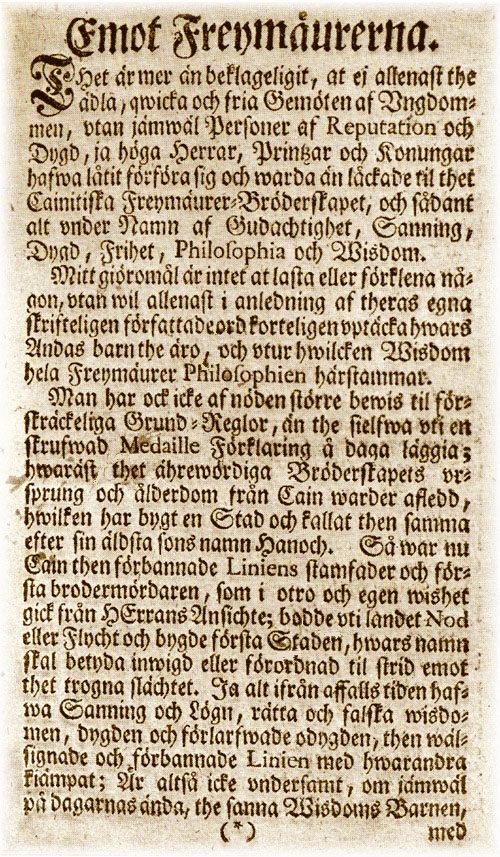
En av de förbjudna Skevikska traktaterna

Däremot ägnade samfundets mera bildade medlemmar mycket omsorg åt all slags verksamhet på det andliga området. Man samlade och ordnade Erikssönernas brev och uppsatser, översatte stycken ur Gottfried Arnolds, Jakob Böhmes och andra religionsfilosofers skrifter, gjorde utdrag ur den så kallade Berleburgerbibeln, osv. Man lät också hemligen trycka åtskilliga libeller (flygblad), till exempel om gudlösa präster, mot Zinzendorfianerna, mot frimureri och så vidare. Tryckorten för några av dessa var Königsberg (Skevikska traktaterna utgivna 1746–47). De förbjöds i Sverige 1747 genom kunglig förordning.
Dessutom sökte man genom kringsända förmaningsskrivelser dels styrka och befästa gamla anhängare, dels värva nya. Huvudtemat i dessa skrivelser var enträgna uppmaningar till avdöende från världen och egenviljans korsfästelse, så att Kristus skulle bli andligen avlad och född i själen. För uppnåendet av ett så angeläget syfte, varpå evigt liv och salighet berodde, borde man framförallt avhålla sig från världens fåfängliga väsende, och särskilt från dans, spel och lekar, liksom också från allt onödigt tal och "förvetna" dispyter om andliga ting.
Till stor del var deras lära lånad från mystikern Gottfried Arnold. Deras religion, sade de, bestod i "självförnekelsen", i "viljans övergivande under Guds vilja", i "all egenviljas undergång, död och tillintetgörelse", i "de köttsliga begärelsernas dödande, och Guds rikes dagliga tillväxande i själen".
Utöver detta skildrades statskyrkan som ett Babel, varifrån man måste fly. Prästerna, som underkastade sig den världsliga, antikristliga maktens fastställda lära och gudstjänst, fick man inte sätta någon tro till. Hellre borde man undvika allt umgänge såväl med dem, som med alla andra, som i liv eller lära skilde sig från de på Skevik hyllade åsikterna.
Dop och nattvard förkastades med spiritualistisk motivering. Verksamhet utåt förekom ej, men dock troligen bara på grund av tidens omständigheter.

### Lämnade i fred
I det hela verkar både statens och kyrkans myndigheter nu ha låtit dessa separatister leva i fred och behandlat dem med stort överseende. Förmodligen berodde fördragsamheten inte minst på, att regeringen redan 1741 hade utfärdat ett kungligt brev med innehållet, att de som hyste avvikande meningar från den evangeliskt-lutherska läran, skulle lämnas i fred och ro, såvida de inte utspridde sina villfarelser och därmed förledde andra. Då det Erikssonska samfundets medlemmar iakttog mycken varsamhet i sitt nyss antydda nit att värva nya anhängare, så att själva prosten Anders Båld, som under deras tidigaste vistelse på Skevik ännu var kyrkoherde i Värmdö pastorat, inte verkar ha känt till deras hemliga missionsarbete, utan tvärtom gav dem vitsordet, att de levde mycket stilla och "i ett så inneslutet och avskilt väsen", att ingen stördes av dem - så ansågs troligen det nämnda kungabrevet vara fullt tillämpligt på Skevikarna, varför dessa i sin undangömda fristad fick leva helt oantastade.
På 1750-talet anmälde dåvarande kyrkoherden i Värmdö Erik Granholm hos stiftsstyrelsen, att en stor mängd besökande brukade strömma till Skevik. Domkapitlet i Uppsala stift svarade med att ge Granholm förhållningsorder. Han skulle ofördröjligen göra sig närmare underrättad om ställningen på Skevik och, om han fann det nödvändigt, "inkomma med bevislig angivelse", på det att sådana mått och steg skulle kunna vidtas, varigenom sällskapet skulle bli "skingrat och alla tillfällen förebyggda till vidare samling av detta slags folk".
Det är inte känt huruvida kyrkoherden inte kunde, eller inte ville, efterkomma denna anmodan. Men säkert är, att domkapitlet genom honom inte fick någon anledning att ingripa och inte heller vidtog någon laga åtgärd.
Även statens myndigheter ställde sig skonsamma. När till exempel Skevikarna i maj 1756 blev instämda till tinget, eftersom de under några år inte erlagt mantalspenningar, så blev de frikallade från denna skatt på grund av Granholms intyg, att de flesta av dem var "gamla och sjukliga".

### En liten kärna av trogna bröder och systrar
Högsta antalet stadigvarande "ledamöter" av sällskapet på Skevik tycks inte ha överstigit 30. Men dessutom fanns en filialavdelning i Stockholm, som förestods av tysken Ludvig Melchior Bluth, och där de som uteslutits från samfundet, om de ville återupptagas, fick undergå en längre eller kortare prövning.
På Skevik bodde män och kvinnor skilda åt. De hade allting gemensamt, stod under uppsikt av en föreståndare som ledde deras angelägenheter, och var underkastade vissa regler, som alla troget måste efterfölja. Visserligen förekom till att börja med spår av en upprorisk anda, men samfundets förste föreståndare Erik Erikssons anseende och inflytande var så stort, att han i allmänhet lyckades hålla sina underordnade i tillbörlig tukt och lydnad.
Dessa de närmaste årtiondena efter hemkomsten var samfundets blomstringstid. Nya medlemmar tillkom då och då, dock aldrig många. Bland de övriga ledarna från denna tid märks Abraham Bréant och kaptenen Johan Conrad Cedersparre, som 1759 inköpte gemensam gravplats åt samfundet på Johannes kyrkogård i Stockholm, där Erik Tolstadius nu var kyrkoherde och tidigare hade jordfäst avlidna medlemmar.

### Föreståndaren avlider
Emellertid avled Erik Eriksson i september 1761, och blev begravd på Johannes kyrkogård i Stockholm. Därefter började split och söndring allt mer vinna insteg. Ledningen av sällskapets angelägenheter kom nu i svagare händer, först till den förutnämnde L. M. Bluth. Tukt och disciplin släppte betydligt.
Den ekonomiska ställningen förbättrades däremot mycket, när sällskapets förut omnämnde välgörare Anders Almqvist efter några år beslöt att själv slå sig ned på Skevik.

### Almqvists strider
Almqvist hade förut bott i Linköping och där varit en förmögen handlande och ganska inflytelserik medlem av stadens borgerskap, så att han till och med valdes till stadens riksdagsman 1740. Men till kyrka och prästerskap stod han i bitter fiendskap. Han hade särskilt genom Carl Michael von Strokirch blivit vunnen för Dippels åsikter, och redan i slutet av 1730-talet var han så inne i sin nya tro, att han helt upphörde med att besöka kyrkan och gå till nattvarden. Härigenom kom han i delo med dåvarande domprosten, sedermera biskopen i Linköpings stift Andreas Rhyzelius, mot vilken han, enligt hans motståndare, uppträdde med hätskhet och svåra anklagelser. Ungefär på samma sätt ansågs han ha betett sig mot Petrus Filenius, som både såsom domprost och biskop blev Rhyzelius efterträdare.
Almqvists ovilja gällde nämligen inte enbart Rhyzelius, även om han särskilt mot honom personligen tycks ha varit mycket förbittrad, utan han kunde över huvud taget inte lida kyrkans präster, då de motarbetade den religiösa uppfattning, som han själv hyllade. Naturligtvis kunde ett sådant, enligt deras mening hänsynslöst och trotsigt uppförande mot församlingens prästerskap, inte lämnas oanmärkt. Almqvist inkallades flera gånger till förhör i domkapitlet och blev även åtalad inför rådstugurätten. Men lyckades ändå undgå varje strängare bestraffning.
Slutligen tycks dock hans trotsighet ha blivit i någon mån bruten, varefter hans religiösa åsikter kanske inte längre vann samma gehör som förut hos hans själsfränder i Linköping. Dessa började nämligen vända sig till den nya läroriktning, som framträdde i herrnhutismen.

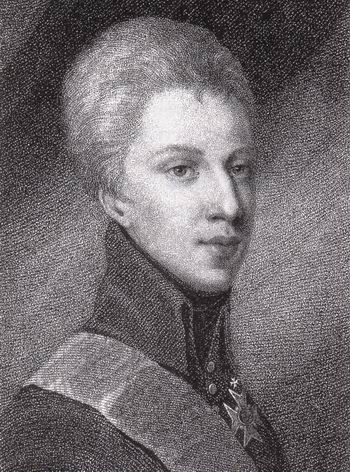
Gustav IV Adolf 1778

Då beslöt Almqvist att överge sin gamla hemort. I maj 1766 flyttade han med sin hustru och hennes systerdotter till Skevik, blev verklig medlem av sällskapet där, och då han nu genom gåvobrev överlämnade inte bara själva Skevik, som redan förut varit upplåtet till deras nyttjande, utan även en gård i Stockholm som tillhörde honom, så kunde han med rätta betraktas som det Skevikska samfundets andre grundläggare.
Så länge fick Almquist emellertid inte vistas i det nya hemmet. Han dog den 7 november 1770. Året därpå skänkte hans änka hela sin förmögenhet, som uppgick till den ansenliga summan av omkring 280 000 daler kopparmynt, till Skevikarna, som därigenom kom i besittning av så stora tillgångar, att deras ekonomiska ställning tycktes vara betryggad för alltid.

### Kungabesök
Skevikarna fick som nämnts många besök, även av det finare slaget. 1779 kom Gustav III till dem, inkognito. Och 1797 kom Gustav IV Adolf, av vilken de, som "bevis på hans uppskattning", fick en stor vacker silverkanna. 

### Förfallet tilltar
Men det förfall, som redan förut börjat visa sig, hade nu tilltagit mer och mer, särskilt sedan Niklas Schmidt år 1790 kommit till Skevik och kort därefter blivit högste styresman över sällskapet. 
Den isolerade andligheten i goda ekonomiska förhållanden förmådde inte länge hålla den religiösa nivån uppe. Medlemsantalet sjönk till en obetydlighet. Från 1800-talets början utmynnade det hela i en serie skandalösa processer mellan de kvarvarande. Det gick så långt, att samfundets medlemmar beskyllde varandra för slagsmål, nattliga orgier och allehanda onda ting. Dessutom bortslösades nästan hela den stora förmögenhet, som genom Almqvist och hans hustru tillfallit sällskapet, så att efter någon tid endast Skevik återstod. Men även gården var i förfall, såväl med avseende på byggnaderna som jordens hävd, samt dessutom ganska högt intecknad.
Slutligen överlämnades Skevik år 1832 av dess dåvarande fåtaliga invånare mot ett betingat livstidsunderhåll till Värmdö församlings fattigkassa, och hela samfundet är sedan dess upplöst.

## Eftermäle

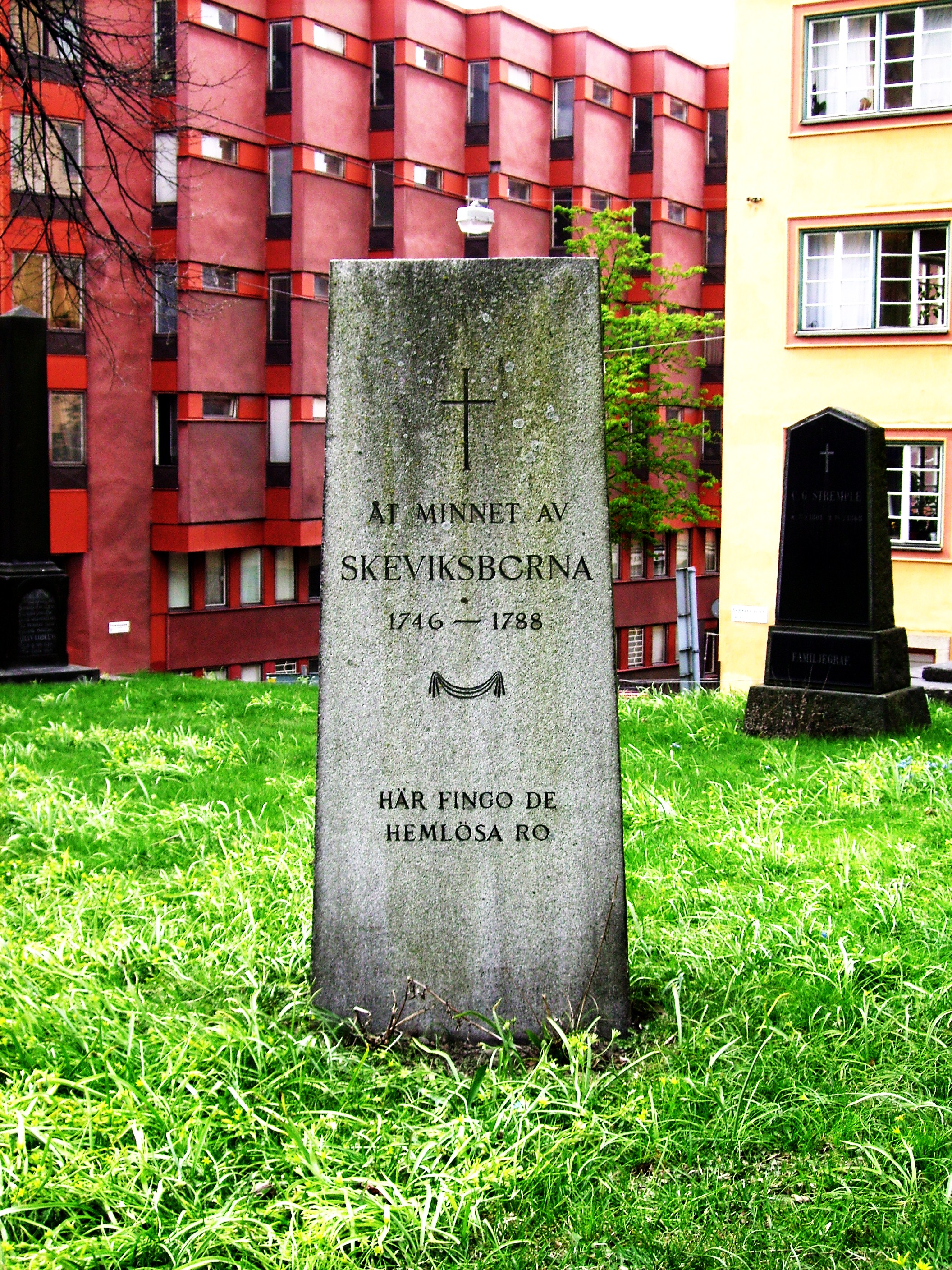
Skeviksbornas minnesmärke på Johannes kyrkogård.

I Stockholm och Uppsala finns bevarade manuskriptsamlingar med brev och andra uppteckningar av samfundets medlemmar.
Skeviks gård finns kvar och är idag en konferensanläggning i privat regi.
Kring Skevikarna har en viss legendbildning uppstått. Bland annat sägs det att de brukade ha möten och tysta meditationsstunder i Skeviks grotta, en stor bergsklyfta på Värmdön. Turer anordnas dit då mer eller mindre fantasifulla berättelser om sällskapet förtäljs.
Skeviksbornas begravningsplats på Johannes kyrkogård är mytomspunnen. Deras begravningar påstås ha tillgått så, att de nattetid kom med de döda kropparna till kyrkogården och kastade dem över muren, där de återfanns nästa dag och utan ceremonier grävdes ned av dödgrävarna. En tradition tillägger att Skevikarna begravdes i ovigd jord på Johannes kyrkogård i Stockholm. Eftersom de inte ville ha kontakt med kyrkan, inte ens för att begrava sina döda, erbjöd sig en präst från Johannes att begrava dem i ovigd jord, för att de inte skulle lämna lik på bara marken. Denna präst torde ha varit Erik Tolstadius, själv pietist.
I en annan variant, som kanske stämmer bättre (eller som härrör från en senare tid), heter det så här: "På en gravsten på Johannes kyrkogård i Stockholm läses följande inskription Åt minnet av Skeviksborna 1746–1788. Här fingo de hemlösa ro. Det förhöll sig nämligen så att Skevikarna brukade föra sina döda till denna kyrkogård, där de nedsatte liken i den förut uppskottade graven vid 4-5-tiden på morgnarna, varefter de tysta som andar smög bort, lämnande åt prästerskapet att förrätta jordfästningen."
Om Skevikarnas, eller "Främlingarna" som de kallade sig själva, utseende finns följande utsaga från 1840-talet, då det fortfarande fanns levande personer som sett och mött dem: "Tokarna på Skevik ... voro klädda som forntida eremiter, i vadmalsrockar och buro långt, ner på axlarna hängande, fullständigt ovårdat hår." Vilket visar att de tagit intryck av och fortfarande, ända till samfundets slut, följde Gråkoltarnas klädesstil. Det långa håret var väl inte fullt så märkvärdigt på 1700-talet, men däremot vadmalsdräkterna, särskilt då flera av medlemmarna tidigare varit förmögna människor.
Den 2 juli 2021 sändes ett program om Främlingarna i Människor och tro på Sveriges Radio P1.